# Rathaus Schierke

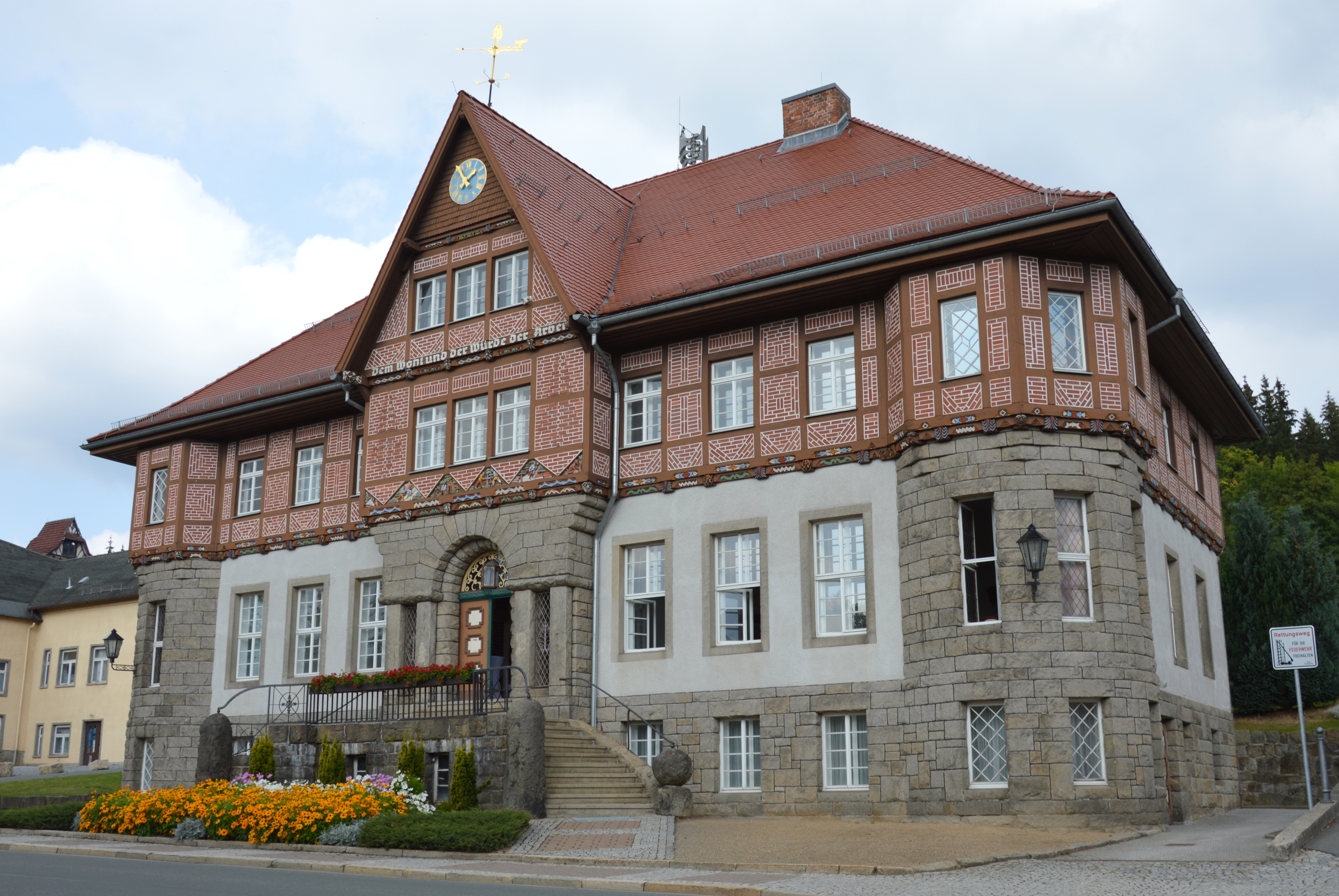
Rathaus Schierke, 2016

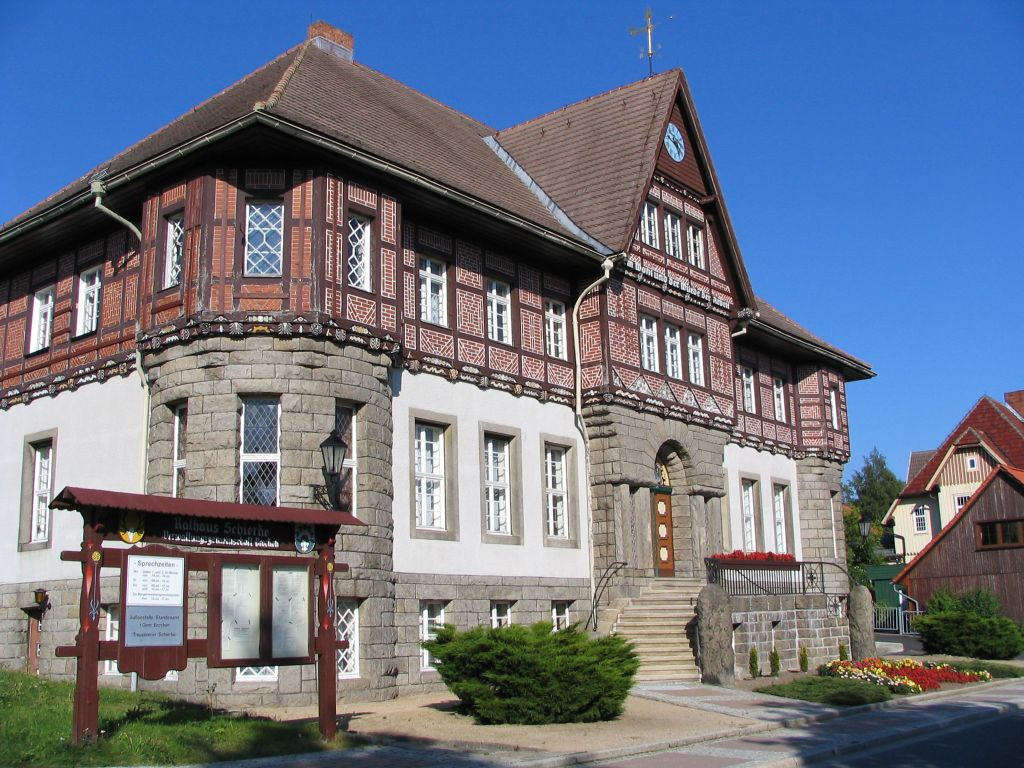
2005, vor der Restaurierung

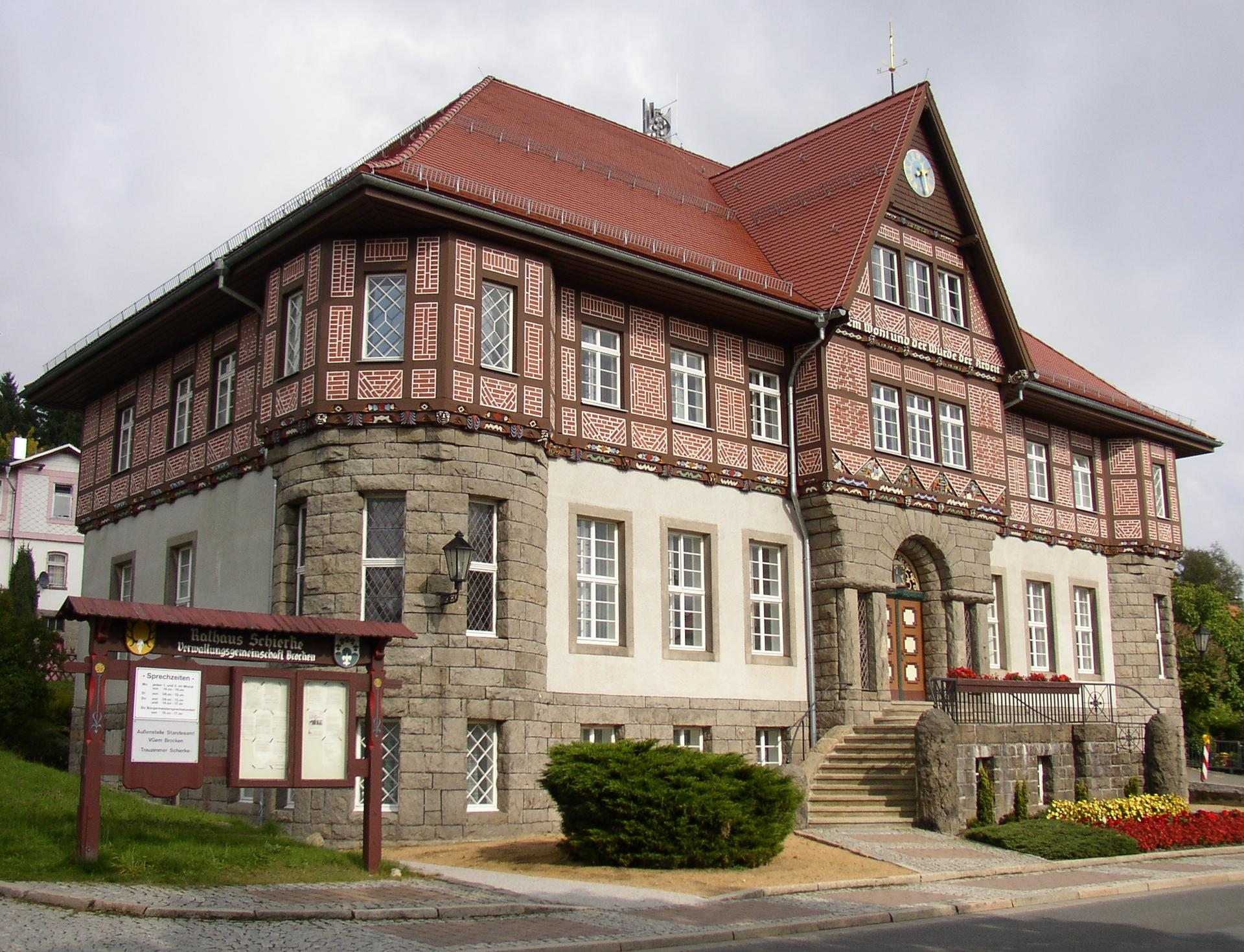
2008, nach der Restaurierung

Das Rathaus Schierke ist ein denkmalgeschütztes Rathaus im zur Stadt Wernigerode in Sachsen-Anhalt gehörenden Ortsteil Schierke.

## Lage
Es befindet sich im Ortszentrum Schierkes auf der Nordseite der Brockenstraße an der Adresse Brockenstraße 5.

## Architektur und Geschichte
Nach dem Schierke Anfang des 20. Jahrhunderts aufgrund des aufkommenden Tourismus an Bedeutung gewonnen hatte, wurde Schierke, bis 1923 noch Gutsbezirk, selbständige Gemeinde. Die Amtsräume des Orts befanden sich im Faktoreigebäude, waren eng und nicht repräsentativ. Kur- und Gemeindeverwaltung waren darüber hinaus an unterschiedlichen Orten untergebracht. Schon seit 1921 bestanden Überlegungen einen geeigneteren Verwaltungssitz zu schaffen. Der tatsächliche Beschluss erfolgte im Herbst 1926, Baubeginn war im Mai 1927. Das Rathaus wurde auf dem Gelände eines alten Pferdestalls des Hotels Fürstenhöh errichtet. Die Finanzierung des recht großen und 162.000 Mark teuren Baus wurde durch Handwerker, Pensionsbesitzer und Hoteliers unterstützt.
Das Gebäude entstand im oberen Teil als Fachwerkbau und ruht auf einem Sockel aus Granit. Am Fachwerk befinden sich goldene Verzierungen und aufwändige, regionale Berufe wie Fuhrmann, Holzfäller, Köhler aber auch das Tourismusgewerbe und den Wintersport mit Rodeln und Ski darstellende Schnitzereien. Auf den Balkenköpfen sind Fresken aufgebracht. Am Obergeschoss sind durch Schnitzereien in dreieckigen Feldern als heimische Tierarten Rotfuchs und Auerhahn dargestellt. Angefertigt wurden die Schnitzereien durch den Holzbildhauer Christianus. Die Gefache des Fachwerks sind mit Klinkern ausgemauert. Alle verwendeten Baustoffe stammen aus der Region. Zum mit Holzschnitzereien versehenen Portal führen von beiden Seiten zwei Freitreppen. Das so vor dem Eingang entstandene erhöhte Podest kann bei Festlichkeiten als Ort von Ansprachen genutzt werden.
Im Inneren des Rathauses befindet sich in der Eingangshalle als Inschrift ein Zitat von Hermann Löns Im Harz ist die Wetterfrage eine Kleiderfrage. Die Eingangshalle präsentiert sich mit rotem Backstein, Granitsockeln und einer rustikalen Balkendecke. Von den Granitsockeln aus erheben sich beschnitzte Pfeiler aus Holz. Ursprünglich befand sich links der Halle der Bereich der Kurverwaltung und rechts die Räumlichkeiten der Gemeindeverwaltung. Im Tiefparterre war eine Hausmeisterwohnung, im oberen Stockwerk drei Wohnungen für Beamte untergebracht. Die Beheizung erfolgte mittels einer Warmwasserheizung.
1935 war anlässlich der Aufnahme des Probebetriebs eines mobilen Fernsehsenders auf dem Brocken im überfüllten Rathaus ein Fernseher aufgebaut. 2007 erfolgte eine Restaurierung des Rathauses. Das Rathaus wird vom Ortschaftsrat, der Ortsbürgermeisterin und für kulturelle Zwecke genutzt. So finden Konzerte und Lesungen aber auch Hochzeiten statt.
Im örtlichen Denkmalverzeichnis ist das Rathaus unter der Erfassungsnummer 094 56094 als Baudenkmal verzeichnet.